# Frine, cortigiana d'Oriente
Frine, cortigiana d'Oriente è un film italiano del 1953 diretto da Mario Bonnard su sceneggiatura dello stesso Bonnard e di Bruno Baratti.

## Trama
Nel IV secolo a.C. durante i primi anni di governo di Alessandro Magno, nella città greca di Tebe il tiranno Osco ordina di distruggere la famiglia della bella Afra con l'inganno. Fingendosi un mendicante, Lamaco entra in casa della ragazza e poi accusa i genitori di aver rubato una preziosa collana dal tempio di Demetra. Per questo madre e padre di Frine vengono arsi vivi, mentre la ragazza viene gettata in prigione. Lamaco, temendo di essere tradito da Osco, fugge via con il suo schiavo muto. Dopo varie peripezie Afra riesce a fuggire dalla grinfie di Osco, ma viene catturata in un bosco e portata da un mercante di schiavi che,  assieme ad altre fanciulle, la trascina ad Atene per venderla al mercato. Sopraggiunge proprio Lamaco, che la riconosce e decide di salvarla, acquistandola e convincendola ad arricchirsi diventando una cortigiana d'alto bordo, con il nome di battaglia di Frine, ossia "rospo".  Nel frattempo, Alessandro con il suo esercito ha raso al suolo la città di Tebe, che si era dimostrata contraria al suo progetto di espansione per rendere Grecia e Macedonia una sola unità. Passato un anno dal rapimento di Frine, la ragazza è diventata veramente abile nella sua arte ed è la cortigiana più richiesta della città. Tuttavia un giorno un  Ateniese giovane e bello, l'avvocato Iperide, la incontra e se innamora perdutamente dopo un breve colloquio. Per convincere la ragazza a seguirlo, l'uomo arriva al punto di rubare per lei una preziosa collana. Frine segretamente ricambia la passione di Iperide, ma lo scultore Prassitele, amico dell'oratore, la convince a lasciarlo. Frattanto, venuta al corrente della triste sorte di Tebe, Frine chiede di far ricostruire le mura della città con le proprie  ricchezze, a patto che sulla porta vengano scritte queste parole: "Tebe, distrutta da Alessandro il Macedone, ricostruita per volontà di Frine". La reazione degli arconti è di profondo scandalo e per ottenere il suo scopo Frine, su istigazione del perfido Lamaco, tenta di spacciarsi per una dea durante i riti eleusini in onore di Demetra. Trascinata davanti all'Areopago (tribunale di allora), Frine sembra destinata alla condanna per empietà. Sennonché, dopo un colloquio con Prassitele che lo convince dell'onestà di Frine,  giunge di nuovo in scena Iperide, pronto a difendere l'accusata. Grazie alla testimonianza di alcuni profughi tebani, l'uomo riesce a far assolvere Frine e a far condannare Lamaco. L'amore per Iperide spegne l'ambizione di Frine e finalmente la città di Tebe può essere ricostruita con l'iscrizione: "A Tebe, città distrutta da Alessandro Magno e ricostruita per volontà del popolo".

## Il ruolo di Sergio Leone
Un giovane Sergio Leone partecipa in qualità di aiuto regista. Il suo ruolo diventa importante per la realizzazione del film, anche a causa dello scarso coinvolgimento di Bonnard: gestisce in prima persona la relazione con gli attori, dando loro indicazioni ed è il solo responsabile di tutte le scene con una grande quantità di attori e figuranti.